# Megalastrum galeottii
Megalastrum galeottii är en träjonväxtart som först beskrevs av M. Mart., och fick sitt nu gällande namn av Robbin C. Moran och J.Prado. Megalastrum galeottii ingår i släktet Megalastrum och familjen Dryopteridaceae. Inga underarter finns listade.